# Jordan Samare
Jordan Samare (* 12. Januar 2002) ist ein deutscher Basketballspieler.

## Laufbahn
Samare stammt aus der Nachwuchsarbeit der RheinStars Köln. 2018 wechselte er in die Jugend der Skyliners Frankfurt.
Nachdem Samare zuvor neben Spielen in der Frankfurter Jugend auch Einsätze in der zweiten Herrenmannschaft in der 2. Bundesliga ProB verbucht hatte, wurde er im Juni 2020 von Frankfurts Trainer Sebastian Gleim erstmals in der Basketball-Bundesliga aufs Feld geschickt. Er stieg 2023 mit Frankfurt aus der Bundesliga ab und 2024 wieder auf.
Im Sommer 2024 wechselte Samare zum Zweitligisten Eisbären Bremerhaven.

### Nationalmannschaft
Im Sommer 2018 nahm er mit der deutschen Auswahl an der U16-Europameisterschaft teil, 2019 dann an der U18-EM. Mit der deutschen U20-Nationalmannschaft nahm er im Juli 2022 an der EM teil. Im Sommer 2023 gehörte Samare einer U23-Auswahl des Deutschen Basketball Bunds an, die unter der Leitung von Bundestrainer Gordon Herbert an einem internationalen Turnier im kanadischen Toronto teilnahm.